# Långvattnet, Hälsingland
Långvattnet är en sjö i Hudiksvalls kommun i Hälsingland och ingår i Harmångersåns huvudavrinningsområde. Sjön har en area på 0,614 kvadratkilometer och ligger 302,4 meter över havet. Sjön avvattnas av vattendraget Svartån.

## Delavrinningsområde
Långvattnet ingår i det delavrinningsområde (689427-152741) som SMHI kallar för Ovan Hötjärnsbäcken. Medelhöjden är 328 meter över havet och ytan är 20,06 kvadratkilometer. Det finns inga avrinningsområden uppströms utan avrinningsområdet är högsta punkten. Svartån som avvattnar avrinningsområdet har biflödesordning 2, vilket innebär att vattnet flödar genom totalt 2 vattendrag innan det når havet efter 74 kilometer. Avrinningsområdet består mestadels av skog (87 procent). Avrinningsområdet har 1,09 kvadratkilometer vattenytor vilket ger det en sjöprocent på 5,4 procent.